# NOLA
Pour les articles homonymes, voir Nola.
Albums de Down
Down II: A Bustle in Your Hedgerow
(2002)
Singles
1. Lifer
Sortie : 1995
2. Stone the Crow
Sortie : 1995

NOLA est le premier album du groupe de heavy metal basé en Louisiane Down. Il est sorti le 19 septembre 1995 sur le label Elektra Records et a été produit par le groupe et Matt Thomas. Le titre de l'album est abréviation de New Orleans (NO) et Louisiana (LA)

## Écriture et enregistrement
NOLA a été écrit principalement par Phil Anselmo et Pepper Keenan entre 1990 et 1995. Tout au long des années 1991-1993, le groupe sort trois démos, une de trois pistes en 1991, une de quatre titres en 1992, et une de dix pistes en 1993.
À l'origine, le groupe a sorti la démo de trois pistes pour le commerce underground. La démo contenait les titres Losing All, Temptation's Wings et Bury Me In Smoke. Les membres du groupe s'occupent personnellement de vendre la démo en demandant aux gens s'ils avaient « entendu parler de ce groupe, "Down" » sans préciser qu'ils en font partie.
En 1992, le groupe a enregistré une deuxième démo, cette fois avec la même liste des titres que l'original mais avec une intro.
En 1993, le groupe a sorti Demo Collection 1992 - 1993 qui est une démo de dix pistes. Ces pistes finiront dans l'album NOLA (les trois autres titres étant Rehab, Pray for the Locust et Underneath Everything). Finalement, la démo originale a été distribuée aux États-Unis, et Down a joué un petit concert dans sa ville natale. Un responsable du label Elektra Records assistait au spectacle. Quand il a découvert qui sont les membres du groupe. Il a signé Down d'un contrat d'enregistrement. Le groupe a commencé à enregistrer l'album à l'été 1994 au studio Ultrasonic, à la Nouvelle-Orléans, en Louisiane et a terminé les séances d'enregistrement en janvier 1995

## Style musical
Tous les membres du groupe étaient des amis de longue date et partageait des intérêts communs pour des groupes tels que Black Sabbath et Saint Vitus, qui pourraient influencer de manière significative la musique qu'ils ont écrit.
Bien que principalement un album de sludge metal avec une touche stoner, NOLA contient des traces de doom metal, de punk hardcore, de rock sudiste, et de grunge. Les thèmes de l'album parlent principalement de la mort, du suicide, de la toxicomanie et des luttes personnelles.

## Liste des titres
| No  | Titre                 | Auteur                                   | Durée |
| --- | --------------------- | ---------------------------------------- | ----- |
| 1.  | Temptation's Wings    | Phil Anselmo, Pepper Keenan              | 4:24  |
| 2.  | Lifer                 | Anselmo, Keenan                          | 4:36  |
| 3.  | Pillars of Eternity   | Anselmo                                  | 3:57  |
| 4.  | Rehab                 | Anselmo, Keenan, Kirk Windstein          | 4:03  |
| 5.  | Hail the Leaf         | Anselmo                                  | 3:28  |
| 6.  | Underneath Everything | Anselmo, Keenan                          | 4:46  |
| 7.  | Eyes of the South     | Anselmo, Keenan                          | 5:13  |
| 8.  | Jail                  | Anselmo, Keenan, Windstein, Todd Strange | 5:17  |
| 9.  | Losing All            | Anselmo, Keenan                          | 4:21  |
| 10. | Stone the Crow        | Anslmo, Keenan                           | 4:42  |
| 11. | Pray for the Locust   | Anselmo                                  | 1:07  |
| 12. | Swan Song             | Anselmo, Jimmy Bower, Keenann            | 3:35  |
| 13. | Bury Me in Smoke      | Anselmo, Keenan                          | 7:04  |

## Musiciens
Down
- Phil Anselmo: chant, guitare sur Pray for the Locust, mandoline sur Jail
- Pepper Keenan: guitares
- Kirk Windstein: guitares, basse
- Jimmy Bower: batterie, percussions
- Todd Strange: basse (crédité sur l'album, mais ne joue pas les parties de basse)

Musiciens additionnels
- Ross Karpelman: claviers sur Jail
- Lil' Dady: percussions sur Jail, solo de pipe à eau sur Hail the Leaf
- Sid Montz: percussions sur Jail

## Charts
album
| Pays        | Durée du classement | Meilleur classement |
| ----------- | ------------------- | ------------------- |
| États-Unis  | 6 semaines          | 57e                 |
| Royaume-Uni | 1 semaine           | 68e                 |

single
| Pays       | Titre          | Chart                  | Durée du classement | Meilleur classement |
| ---------- | -------------- | ---------------------- | ------------------- | ------------------- |
| États-Unis | Stone the Crow | Mainstream Rock Tracks | 2 semaines          | 40e                 |